# Бертхолд (Бавария)
Бертхолд Баварски (на немски: Berthold von Bayern; * ок. 900; † 23 ноември 947) от династията Луитполдинги, е херцог на Бавария от 938 до 947 г.

## Биография
Бертхолд е най-малкият син на баварския маркграф Луитполд († 907) и Кунигунда от Швабия († 915), дъщеря на пфалцграф Бертолд I от род Ахалолфинги. Той е брат на Арнулф I Лошия и чичо на херцог Еберхард. Баща му Луитполд е убит на 4 юли 907 г. в битката при Пресбург. През 913 г. майка му се омъжва за крал Конрад I.
Бертхолд е от 926 г. граф на Каринтия. През 927 г. крал Хайнрих I Птицелов му дава права на херцог. През есента на 938 г. германският крал Ото I Велики сваля баварският херцог Еберхард от престола и поставя за херцог Бертхолд.
Бертхолд планува да се ожени за сестрата на Ото Велики Герберга Саксонска или за нейната дъщеря Хадвиг, но не успява. Бертхолд се жени за баварската благородничка Билтруда, основателка на манастира Берген при Нойбург на Дунав. Двамата имат син Хайнрих III Млади (* 940; † 989) и дъщеря Кунигунда, омъжена за граф Улрих фон Швайнахгау.
През 943 г. Бертхолд побеждава унгарците при Велс. Той се занимава с християнизирането на Каринтия.
След смъртта на Бертхолд на престола е поставен брата на Ото, Хайнрих, който през 937 г. се жени за Юдит Баварска, дъщеря на херцог Арнулф. Синът на Бертхолд получава едва при Ото II Херцогство Каринтия и за малко Бавария.